# کریستینا کاچووا
 کریستینا کاچووا (اسلواکی: Kristína Kučová؛ زادهٔ ۲۳ مهٔ ۱۹۹۰) یک تنیس‌باز اهل اسلواکی است.